# Aeropuerto (película)
Aeropuerto es una película estadounidense de 1970 dirigida por George Seaton. Es protagonizada por Burt Lancaster, Dean Martin, Jean Seberg, Jacqueline Bisset, George Kennedy, Helen Hayes y Van Heflin en los papeles principales, encabezando un largo reparto. 
Basada en la novela homónima de Arthur Hailey, la película fue la iniciadora del género de cine de desastres, estableciendo muchas de las convenciones usadas por las películas de este género. 
Galardonada con el Premio Óscar en 1971 a la mejor actriz de reparto (Helen Hayes). El premio Globo de Oro en 1971 a la mejor actriz secundaria (Maureen Stapleton). El Premio Laurel de Oro en 1971 a la mejor actriz de reparto (Helen Hayes).
Tuvo tres secuelas: Aeropuerto 75, Aeropuerto 77 y Aeropuerto 79: Concorde.

## Sinopsis
Durante una severa tormenta de nieve en enero en el ficticio Aeropuerto Internacional Lincoln de Chicago, la tripulación del vuelo 45 de Trans Global Airlines (TGA) calcula mal su giro desde la pista 29 hacia la pista de rodaje. El avión Boeing 707 se queda atascado en la nieve y la cola que sobresale hace que se cierre la pista. El director del aeropuerto, Mel Bakersfeld, se ve obligado a trabajar horas extras, lo que provoca tensión con su esposa. Un divorcio parece inminente mientras cultiva una relación más estrecha con una compañera de trabajo, la agente de relaciones con el cliente Tanya Livingston.
El piloto Vernon Demerest tiene previsto evaluar al capitán Anson Harris durante el vuelo 2 de TGA a Roma, a bordo del servicio internacional insignia de la aerolínea: el Golden Argosy. A pesar de estar casado con la hermana de Bakersfeld, Demerest mantiene un romance con Gwen Meighen, la azafata principal del vuelo, quien le informa antes del despegue que está embarazada de su hijo. Consideran la posibilidad de abortar, pero Gwen tiene escrúpulos morales sobre tal procedimiento y expresa la emoción que sintió cuando le comunicaron su embarazo.
Bakersfeld llama al mecánico Joe Patroni para que lo ayude a retirar el avión atascado en la nieve. Él y Tanya también tratan con Ada Quonsett, una anciana viuda de San Diego que es una polizón habitual en varias aerolíneas. Bakersfeld también choca con el comisionado Ackerman, que desea cerrar la pista alternativa 22 (y, por lo tanto, todo el aeropuerto) debido a las quejas por ruido de los residentes cercanos.
El ex experto en demoliciones del Cuerpo de Ingenieros del Ejército de Estados Unidos Dominic (DO) Guerrero, que tiene antecedentes de enfermedad mental, compra un billete a bordo del vuelo 2 y una gran póliza de seguro de vida, con la intención de suicidarse. Planea detonar una bomba en un maletín mientras vuelan sobre el océano Atlántico para que su esposa, Inez, cobre 225.000 dólares del seguro. Su comportamiento errático en el aeropuerto, que incluye confundir a un funcionario de aduanas con un agente de la puerta de embarque, atrae la atención de los funcionarios. Inez encuentra un sobre de entrega especial de una agencia de viajes y, al darse cuenta de que DO podría estar haciendo algo desesperado, va al aeropuerto para intentar disuadirlo. Informa a los funcionarios de que lo han despedido de un trabajo de construcción por "colocar mal" explosivos y que la situación financiera de la familia es desesperada.
Ada Quonsett consigue evadir al empleado encargado de ponerla en un vuelo de regreso a Los Ángeles. Encantada con la idea de un viaje a Roma, se las arregla para convencer al agente de la puerta de embarque, aborda el vuelo 2 y se sienta junto a Guerrero. Cuando la tripulación del vuelo 2 se entera de la situación de Guerrero, hace que el avión regrese a Chicago sin informar a los pasajeros. Una vez que descubren a la viuda polizón, la tripulación solicita su ayuda (con la promesa de un vale de viaje gratis de por vida) para llegar al maletín, pero la estratagema fracasa.
Demerest intenta persuadir a Guerrero para que no active la bomba, informándole que su póliza de seguro ha sido anulada. Guerrero se mueve para darle la bomba a Demerest, pero luego corre hacia el baño y la activa, muriendo y abriendo un agujero de un metro en el fuselaje trasero. Gwen y algunos otros pasajeros resultan gravemente heridos en la explosión y la posterior descompresión explosiva, pero los pilotos conservan el control del 707. Sin embargo, el control del vuelo se ve gravemente obstaculizado debido al daño de la explosión.
Con todos los aeropuertos del este cerrados debido al mal tiempo, el vuelo 2 regresa a Lincoln para un aterrizaje de emergencia . Demerest sabe que ocurriría un aterrizaje de emergencia fatal si intentan aterrizar en la pista 22, más corta, y por lo tanto exige la pista más larga del aeropuerto, la 29, que aún está cerrada debido al avión atascado. Bakersfeld ordena que se sacrifique ese avión y se lo empuje a la fuerza con quitanieves. Sin embargo, Patroni sigue adelante y logra liberar el avión atascado sin daños desafiando los requisitos específicos del motor y los límites estructurales, lo que permite que la pista 29 se vuelva a abrir justo a tiempo para que aterrice el vuelo 2 averiado. Su asistente declara que la hazaña era "imposible" según el manual, a lo que Patroni responde: "Eso es algo bueno del 707. Puede hacer todo menos leer".
Mientras los pasajeros salen, Inez, entre lágrimas, se disculpa por las acciones de su marido. La esposa de Demerest lo ve acompañando la camilla de Gwen, ya que tiene la intención de ir con ella al hospital. Demerest ya ha decidido que quiere que ella siga adelante con su embarazo. Ada Quonsett disfruta de su recompensa de viajar gratis en primera clase en TGA. Bakersfeld y Tanya se van juntos, rumbo al apartamento de ella para "descansar" y desayunar.

## Reparto
| Actor             | Personaje                                                             |
| ----------------- | --------------------------------------------------------------------- |
| Burt Lancaster    | Mel Bakersfeld, director del aeropuerto                               |
| Dean Martin       | Vernon Demarest, capitán del vuelo Trans-Global 2                     |
| Jean Seberg       | Tanya Livingston, relaciones públicas de Trans-Global                 |
| Jacqueline Bisset | Gwen Meighen, azafata de cabina del Trans-Global 2                    |
| George Kennedy    | Joe Patroni, jefe de mecánicos                                        |
| Helen Hayes       | Señorita Quonsett, pasajera                                           |
| Van Heflin        | D. O. Guerrero, antiguo contratista en bancarrota                     |
| Maureen Stapleton | Señora Inez Guerrero                                                  |
| Barry Nelson      | piloto Anson Harris del Trans-Global 2                                |
| Dana Wynter       | Cindy Bakersfeld, esposa de Mel Bakersfeld                            |
| Lloyd Nolan       | Standish, jefe de aduanas del Aeropuerto Internacional Lincoln        |
| Barbara Hale      | Sarah Demarest (hermana de Mel Bakersfeld, esposa de Vernon Demarest) |
| Gary Collins      | Cy Jordan, segundo oficial/ingeniero jefe del Trans-Global 2          |

## Comentarios
Fue la última película a la que Alfred Newman puso música antes de su muerte.
Las escenas de la tormenta de nieve fueron dirigidas por Henry Hathaway.
La mayor parte del rodaje se realizó en el Aeropuerto Internacional de Mineápolis, que hacía las veces del ficticio Aeropuerto Internacional Lincoln del área de Chicago. Únicamente se utilizó un avión Boeing 707 para todo el rodaje, alquilado a la aerolínea Flying Tiger por Universal Studios, y que fue decorado en su fuselaje con los logotipos ficticios de Trans Global Airlines tanto en el morro del aparato como en la cola.
Obtuvo nueve candidaturas al premio Oscar: mejor película, mejor actriz de reparto (Maureen Stapleton), mejor dirección artística, mejor fotografía, mejor guion adaptado, mejor música, mejor montaje, mejor sonido, y mejor vestuario. 
La película obtuvo unos ingresos de más de cien millones de dólares en taquilla.
El único actor que aparece tanto en esta película como en sus secuelas es George Kennedy, en el papel del mecánico Joe Patroni. En las secuelas de la cinta, el personaje parece confundir el nombre de su esposa y cuántos hijos tiene (En la primera película, el nombre de su esposa es Mary, mientras en la segunda, el nombre cambia por Helen). También cambia mucho su papel en el argumento de filme a filme, ya que en la primera película actúa como Mecánico jefe, en Aeropuerto 75 es Jefe de operaciones, en Aeropuerto 77 es copiloto y en Aeropuerto 79 es comandante del Concorde.
Al igual que la novela, la película muestra los entresijos de las operaciones de un aeropuerto moderno, si bien el libro es mucho más detallado, narrando algunas funciones que aún hoy persisten y otras que ya han sido digitalizadas. Algunos detalles, inexplicablemente, cambian entre la novela y la película, como la identificación de las pistas, por ejemplo. Tanto el lector como el espectador puede aprender algo sobre líneas de convergencia, atenuación del ruido, polizones, pilotos que se colocan la máscara de oxígeno cuando alguno de ellos va a abandonar la cabina, etcétera. En el libro, además, se explican los detalles de la delicada operación necesaria para estibar apropiadamente la carga de un avión. También cómo en las zonas públicas de los aeropuertos existen métodos para alertar a la policía, sin hacerlo de un modo evidente, mediante el uso de frases como: Atención, Sr. Lester Mainwaring.

## Premios y candidaturas
Premios Oscar
| Premio                     | Persona            | Resultado |
| -------------------------- | ------------------ | --------- |
| Mejor Película             | Ross Hunter        | Nominado  |
| Mejor Guion                | George Seaton      | Nominado  |
| Mejor Actriz de Reparto    | Helen Hayes        | Ganadora  |
| Mejor Actriz de Reparto    | Maureen Stapleton  | Nominada  |
| Mejor Fotografía           | Ernest Laszlo      | Nominado  |
| Mejor Diseño de Producción | Alexander Golitzen | Nominado  |
| Mejor Diseño de Vestuario  | Edith Head         | Nominada  |
| Mejor Sonido               | Ronald Pierce      | Nominado  |
| Mejor Edición              | Stuart Gilmore     | Nominado  |
| Mejor Música               | Alfred Newman      | Nominado  |